# Григоренко Олексій Семенович
Олексій Семенович Григоренко (нар. 8 серпня 1915, село Мізяківські Хутори, тепер Вінницького району Вінницької області — ?) — український радянський партійний діяч, 1-й секретар Чернівецького обкому КПУ. Член ЦК КПУ в 1966—1976 р. Депутат Верховної Ради УРСР 5—6-го скликань. Депутат Верховної Ради СРСР 7—8-го скликань.

## Біографія
Народився в селянській родині. Навчався на робітничому факультеті.
У 1939 році закінчив механічний факультет Київського індустріального інституту.
У 1939—1952 роках — інженер-конструктор Новокраматорського машинобудівного заводу Сталінської області; керівник конструкторської групи, механік складального цеху, начальник технологічного бюро, начальник ряду цехів Конотопського паровозовагоноремонтного заводу Сумської області.
Член ВКП(б) з 1945 року.
У серпні 1952—1955 роках — 1-й секретар Конотопського міського комітету КПУ Сумської області.
13 грудня 1955—1956 роках — секретар Сумського обласного комітету КПУ.
У 1956—1958 роках — інспектор ЦК КПУ.
У січні (затв. у березні) 1958 — січні 1963 року — 2-й секретар Чернівецького обласного комітету КПУ.
У січні 1963 — червні 1972 року — 1-й секретар Чернівецького обласного комітету КПУ.
З 1972 року — 1-й заступник Голови Державного комітету Ради Міністрів УРСР по професійно-технічній освіті.
Потім — на пенсії в місті Києві.

## Нагороди
- два ордени Трудового Червоного Прапора (26.02.1958, 1965)
- ордени
- медалі